# Agrianes

Ubicación de los agrianes y de otras tribus tracias en Peonia.

Los agrianes o agrianos (en griego antiguo: Αγριάνες, Ἀγρίαι)  formaban una tribu tracia que habitaba principalmente al norte del territorio de los medos tracios (no confundir con el pueblo iranio), en la región de Peonia, cerca de las fuentes del río Estrimón y  alrededor del monte Ródope.

## Etimología y pertenencia tribal
Su nombre en griego antiguo era Ἀγρίανες. El etnónimo es de origen indoeuropeo, puede haber derivado de *agro- ‘campo’ (cf. latín:  ager, griego antiguo: ἀγρός/agros, español: acre). Irwin L. Merker lo considera puramente helénico, y enumera ciertos cognados griegos como el etnónimo de la tribu dórica agraioi en Etolia y el mes Agrianio, que se encuentra en todo el mundo dórico y eolio. Un nombre primitivo de los Ródopes era Acrida, que también puede ser un cognado.
Pausanias describió que Peón, el antepasado epónimo de los peonios (de los que eran miembros los agrianes), era hermano de Epeo y Etolo, los antepasados epónimos de los epeos de Elis y los etolios respectivamente. Su topónimo tiene varios cognados en Grecia, como Παιονίδαι (Peonidai), un demo de la tribu Leóntida en el Ática. Un lugar de la Argólida también lleva el mismo nombre.
Heródoto los describió como una tribu peonia, junto con los odomantos y los doberes en las proximidades del Pangeo. Aunque los agrianes caían claramente dentro de la esfera de influencia tracia, el único escritor que los describe como tracios es Teopompo.

## Geografía
Su país se centraba en el Alto Estrimón, en la actual Bulgaria más occidental, y también ocupaba zonas de la Serbia más sudoriental, situada al norte del danteletas. En tiempos de Filipo II, el territorio de los agrianes era administrado por Pela. Según algunos investigadores búlgaros, habitaban una región etnocultural conocida en la actualidad como «Graovo», cuyo nombre deriva probablemente del de los agrianes. Su ubicación se encuentra en las zonas central y oriental de la actual provincia de Pernik.
Fueron unos magníficos lanzadores de jabalinas, y la infantería ligera de élite del 
ejército de Alejandro Magno bajo el mando del general Atalo. Llevaban a la batalla un haz de jabalinas, pero no portaban armadura, y algunos ni siquiera 
escudo. 

## Ejército

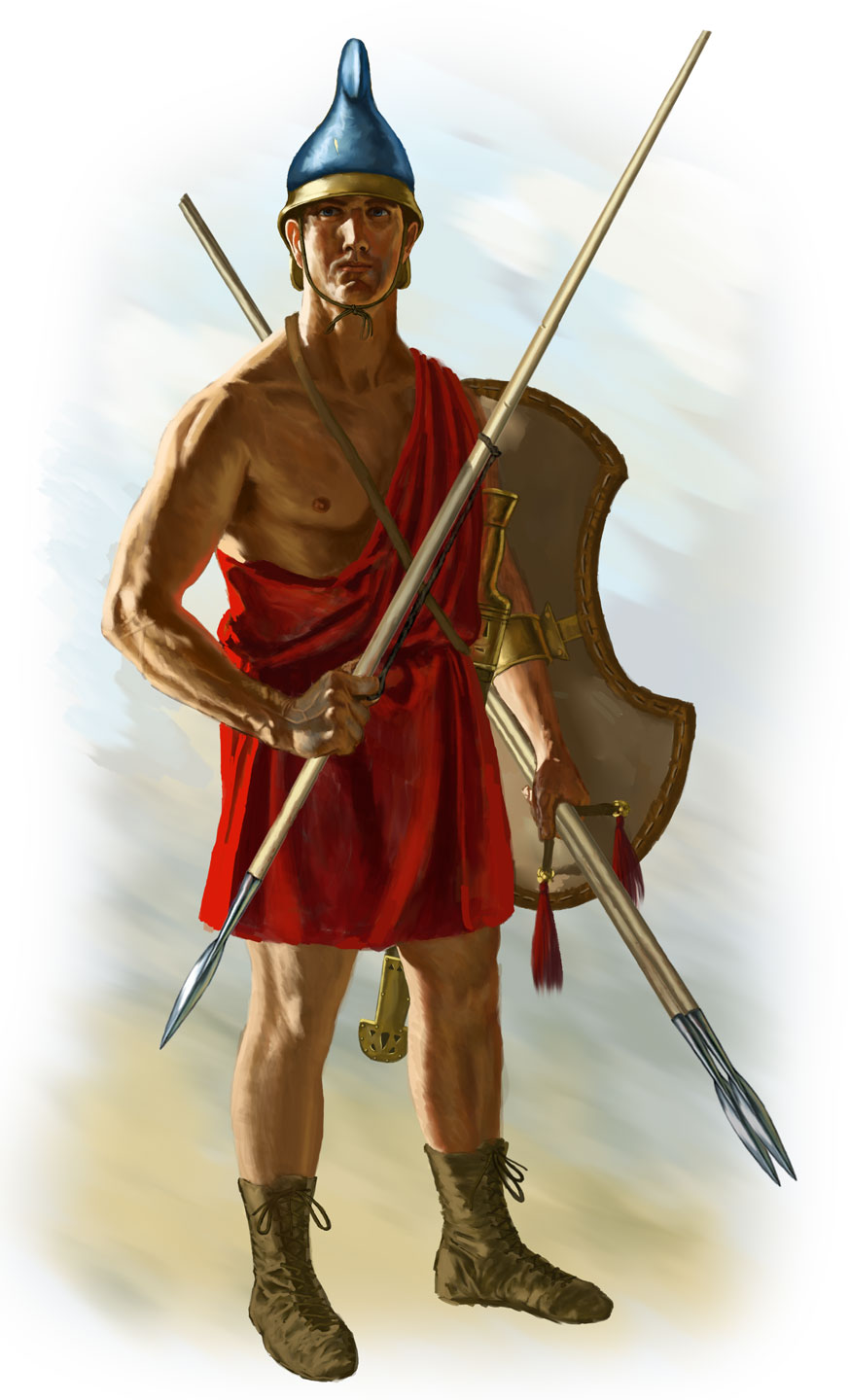
Peltasta agriano.

Los peltastas de los agrianes eran la infantería ligera de élite del ejército macedonio. A menudo se utilizaban para cubrir el flanco derecho del ejército en la batalla, situándose a la derecha de la caballería de los Compañeros, una posición de considerable honor. Formaban parte casi invariablemente de cualquier fuerza en misión destacada, especialmente en misiones que requerían rapidez de movimientos.
Los peltastas iban armados con varias jabalinas y una espada, llevaban un escudo ligero pero no llevaban armadura, aunque a veces tenían casco; eran expertos en escaramuzas y a menudo se les utilizaba para proteger los flancos de la infantería más equipada. Normalmente adoptaban un orden abierto cuando se enfrentaban a la infantería pesada enemiga. Podían lanzar sus jabalinas a voluntad contra el enemigo y, al no tener armadura ni escudos pesados, evadían fácilmente las contracargas de los hoplitas fuertemente equipados. Sin embargo, eran bastante vulnerables a la caballería con capacidad de choque y a menudo actuaban con especial ventaja en terreno accidentado, donde la caballería era inútil y a la infantería pesada le resultaba difícil mantener la formación.

## Historia
Se les menciona por primera vez en relación con la campaña de Megabazo en el 511 a. C. En el 429 a. C. estaban sometidos al reino odrisio, cuyo rey Sitalces en su expedición contra el rey macedonio Pérdicas II los movilizó junto con otros pueblos. Más tarde, ya en el 352 a. C., se convirtieron en aliados de Filipo II de Macedonia.
Lucharon bajo el mando del rey Lángaro con los macedonios contra los tribalos en el 335 a. C., y consiguieron proteger las tierras de Alejandro Magno, por lo que fueron recompensados con el derecho a gobernarse a sí mismos, una medida que dio lugar a una alianza duradera y de lo más fiable. En la batalla de Gaugamela (331 a. C.), durante la conquista del Imperio aqueménida por Alejandro Magno, su contingente de peltastas agrianes contaba con 1000 hombres. En tiempos del Imperio seléucida, una unidad de agrianes de Antíoco se unió a los persas en una brigada en Rafah. Contingentes de los agrianes y de los penestes, con 800 y 2000 hombres respectivamente, formaban parte de la guarnición de Casandrea en la época de la tercera guerra macedónica.
En 208 a. C., El rey macedonio Filipo V contó en sus filas con 500 agrianes, a los que ante un inminente ataque romano-etolio, los desembarcó en la isla de Eubea.